# Thanatus dhakuricus
Thanatus dhakuricus là một loài nhện trong họ Philodromidae.
Loài này thuộc chi Thanatus. Thanatus dhakuricus được Benoy Krishna Tikader miêu tả năm 1960.